# فرانك هود
فرانك هود (بالإنجليزية: Frank Hood)‏ هو لاعب كرة قدم أمريكية أمريكي، ولد في 5 أكتوبر 1908 في ألباني في الولايات المتحدة، وتوفي في 21 أغسطس 1955 في موناكا في الولايات المتحدة.

## وصلات خارجية
- فرانك هود على موقع مرجع كرة القدم المحترفة.كوم (الإنجليزية)
- فرانك هود على موقع JustSportsStats.com (الإنجليزية)